# عماد عبد الغفور
عماد الدين عبد الغفور (1960 الإسكندرية -)، أحد رموز الدعوة السلفية في مصر، وسياسي مصري مؤسس حزب الوطن السلفي بعد أن استقال من رئاسة حزب النور في 25 ديسمبر 2012. كما شغل منصب مساعد الرئيس محمد مرسي لملف «التواصل المجتمعي».

## النشأة
نشأ في الإسكندرية وتخرّج من كلية الطب بجامعة الإسكندرية سنة 1983. انتمى للتيار الإسلامي عام 1975 وللدعوة السلفية عام 1977م. سافر إلى أفغانستان - وهو الطبيب الجراح - ليشارك في عمليات الإغاثة ثم إلى تركيا حيث التقى سيدة تركية أصبحت لاحقا زوجته واما لابنائه الخمسة 
ثم أصبح بعد ذلك أحد رموز الدعوة السلفية في الإسكندرية.

## العمل السياسي
أسس عبد الغفور مع آخرين في عام 2011 حزب النور الذي دعمته الدعوة السلفية وأصبح رئيسا للحزب. قاد عبد الغفور حزب النور للبروز كثاني القوى السياسية في مصر بعد أن حاز الحزب على 108 مقعد (ما يساوي 22% من إجمالي المقاعد) في انتخابات مجلس الشعب المصري 2011-2012. قدم استقالته من رئاسة الحزب وأعلن تأسيس حزب جديد، حزب الوطن، في 1 يناير 2013.
اختير ضمن المجلس الاستشاري الذي شكله المجلس الأعلى للقوات المسلحة القائم بإدارة الدولة في ديسمبر 2011. ثم عيّنه الرئيس المصري محمد مرسي يوم 27 أغسطس 2012 مساعدًا له لملف «التواصل المجتمعي».